# How Soon Is Now?
How Soon Is Now? ist ein Lied der britischen Rockband The Smiths. Ursprünglich war es nur als B-Seite der Single William, It Was Really Nothing im Jahre 1984 veröffentlicht worden, wurde aber im darauffolgenden Jahr im Vereinigten Königreich als eigenständige Single aus dem Album Meat Is Murder ausgekoppelt. 2007 nannte Co-Autor Johnny Marr How Soon Is Now? in einem Interview mit der Musikzeitschrift Uncut das wohl langlebigste Lied der Band. Obwohl es sich von anderen Liedern von The Smiths unterscheidet, zählt es bis heute zu ihren bekanntesten Stücken. Viel Lob erhielt die Band für den Liedtext von How Soon Is Now? Dennoch erzielte das Lied nicht so gute Chartpositionen, wie Marr und Morrissey erwartet hatten.

## Entstehung
Johnny Marr schrieb das Lied im Juni 1984 und nahm es im Juli desselben Jahres in den Londoner Jam Studios auf. Der Aufbau des Liedes ist recht simpel: Es besteht lediglich aus einer Strophe, die zweimal wiederholt wird, sowie einem Refrain und einer Bridge. Besonders markant sind die Gitarrenklänge, die auch gleich zu Beginn des Liedes zu hören sind: ein tremolierter Akkord und ein Glissando über eine fallende kleine Sekunde.

## Veröffentlichung
Rough Trade Records, das Plattenlabel der Gruppe, lehnte eine Veröffentlichung von How Soon Is Now? als Single zunächst ab, da Konzernchef Geoff Travis den Klang des Stücks für nicht repräsentativ für die anderen Lieder der Band hielt. Daher erschien es im August 1984 nur als B-Seite der Single William, It Was Really Nothing und im November auf dem Kompilationsalbum Hatful of Hollow. In den Vereinigten Staaten hingegen erschien das Lied über Sire Records als Single mitsamt Musikvideo, erreichte aber nicht die Charts. Geoff Travis hatte eigentlich damit gerechnet, dass das Lied sich zu einem Top-10-Hit entwickeln würde, und erklärte den Nicht-Einstieg in die US-Charts mit schlechter Promotion. Auch Morrissey zeigte sich enttäuscht über das schlechte Abschneiden der Single in den USA.
Trotz des Misserfolgs in Übersee wurde How Soon Is Now? am 28. Januar 1985 schließlich in Großbritannien als eigenständige Single veröffentlicht. Doch auch in den britischen Charts schnitt das Lied schlechter ab als erwartet und erreichte nur Platz 24 der UK Top 40. John Porter, Produzent der Single, führte als Hauptgrund für den erneuten Misserfolg an, dass alle The-Smiths-Fans das Lied bereits kennen würden und die Single daher nicht kauften. Warner Bros. Records veröffentlichte die Single im September 1992 erneut in Großbritannien, diesmal erreichte sie Platz 16 der UK Singlecharts.

## Musikvideo
Sire Records fertigte ein unautorisiertes Musikvideo zur Promotion des Liedes an. Es besteht aus Videoausschnitten von Liveauftritten der Band und zeigt außerdem ein tanzendes Mädchen und den Industriekomplex einer Stadt. Der Band selbst gefiel das Musikvideo nicht, und Morrissey und Marr versuchten eine Veröffentlichung zu verhindern. Als das Plattenlabel mit der Aufkündigung des Künstlervertrages drohte, fügten sich beide schließlich.

## Coverversionen
Im Laufe der Jahre wurde das Stück mehrfach gecovert. Die US-amerikanische Band Love Spit Love nahm das Lied für den Soundtrack zum Film Der Hexenclub auf. Später wurde diese Coverversion als Titelmusik der Fernsehserie Charmed – Zauberhafte Hexen verwendet. Im Jahr 2000 coverte die Rockband Snake River Conspiracy den Titel und erreichte damit Platz 38 der Modern Rock Track Charts des Billboard Magazine, sowie im Folgejahr Platz 83 in den britischen Singlecharts. Am erfolgreichsten war die Coverversion des russischen Gesangsduos t.A.T.u.

## Coverversion von t.A.T.u.
t.A.T.u. coverten das Lied auf ihrem ersten englischsprachigen Album 200 km/h in the Wrong Lane, das Ende 2002 weltweit veröffentlicht wurde. Am 6. Juli 2003 wurde How Soon Is Now? als dritte und letzte Single des Albums ausgekoppelt und erschien in Europa und Russland. Als B-Seite ist das Stück Ne wer, ne boisja enthalten, mit dem t.A.T.u. beim Eurovision Song Contest 2003 den dritten Platz belegten. Am 20. Februar 2007 erschien die CD A Tribute to The Smiths, auf der t.A.T.u.s Coverversion von How Soon Is Now? als Titelsong enthalten ist.

### Musikvideo
In Anlehnung an das Musikvideo von The Smiths besteht auch das Musikvideo zu t.A.T.u.s Coverversion aus Videozusammenschnitten. Zu sehen ist das Duo bei Liveauftritten in Osteuropa, in ihrem Alltagsleben sowie während der Studioaufnahmen zum Lied. Es wurde von den beiden Sängerinnen Jelena Katina und Julija Wolkowa selbst zusammengestellt und ist damit das erste Musikvideo des Duos, bei dem nicht deren Manager Iwan Schapowalow Regie führte. Das Musikvideo war jedoch nicht sehr erfolgreich und wurde kaum von europäischen oder russischen Musiksendern gespielt.

### Kritik
Die Meinungen über t.A.T.u.s Coverversion gingen weit auseinander. Während Johnny Marr sie als „einfach blöd“ bezeichnete, nannte Morrissey sie „absolut großartig“. James Delingpole vom Daily Telegraph bezeichnete t.A.T.u.s Coverversion sogar als „besser als das Original“.

### Erfolg
t.A.T.u.s letzte Single von ihrem englischsprachigen Debütalbum war mäßig erfolgreich. In Deutschland und Österreich erreichte die Single die Top-40, in der Schweiz die Top-30. Am erfolgreichsten war das Lied in Nordosteuropa: In Russland und Schweden schaffte es How Soon Is Now? auf Platz zehn, in Finnland auf Platz acht der Hitparade. Ebenfalls die Charts erreichen konnte das Lied in Australien (Platz 37) und Belgien (Platz 27). In Großbritannien konnte sie sich nicht in den Charts platzieren, während sie in Japan Platz 56 der Radio-Airplay Charts erreichte und sich in diesen fünf Wochen lang hielt.
| ChartsChartplatzierungen | Höchstplatzierung | Wochen |
| ------------------------ | ----------------- | ------ |
| Deutschland (GfK)        | 33 (8 Wo.)        | 8      |
| Österreich (Ö3)          | 37 (5 Wo.)        | 5      |
| Schweiz (IFPI)           | 21 (6 Wo.)        | 6      |